# پنجن کسانه
پنجن کسانه (به انگلیسی: Panjan Kissana) یک منطقهٔ مسکونی در پاکستان است که در ناحیه گجرات واقع شده‌است.